# 雙鬚原旗䲁
雙鬚原旗䲁（學名：Protemblemaria bicirrus），為條鰭魚綱䲁形目煙管䲁科原旗䲁屬的一個種，分布於東太平洋加利福尼亞灣至祕魯海域，深度1至15公尺，本魚體延長，頭圓而鈍，吻部有肉質脊，每隻眼上有2根濃密、分枝的觸鬚，頭頂上長滿了肉質的疣，口腔頂部兩側各有一排牙齒，背鰭硬棘20-22枚、背鰭軟條14-16枚、臀鰭硬棘3枚、臀鰭軟條23-25枚，體色多變，從近白色半透明到灰色到淺棕色或黃橙色，頭部和身體上有許多白色小斑點，背鰭基部下方通常有8-10 個褐色鞍狀斑塊，背鰭前部有一個小的深色眼斑，體長可達4.5公分，棲息在岩礁區，通常躲在空藤壺或管蟲巢穴，雌魚產附著性卵，雄魚會守護卵，生活習性不明。